# Retrognazia
Con retrognazia o retrognatismo si indica la malocclusione conseguente ad un arretramento significativo della mascella o della mandibola rispetto alla posizione normale (nella maggioranza dei casi la retrognazia è data dall'arretramento della mandibola). Il termine usato per indicare una retrognazia mandibolare è overbite.